# Микрограм
У метричком систему, микрограм је јединица масе једнака милионитом делу (1×10−6) грама. Према Међународном систему јединица, симбол јединице је μg; препоручени симбол у Сједињеним Државама и Уједињеном Краљевству при преношењу медицинских информација је mcg. У „μg“ симбол префикса микро- је микро знак, изведен из грчког слова μ (ми) .

## Забуна са симболом и скраћеницом
Када је грчко мало слово „μ“ (ми) у симболу μg типографски недоступно, понекад се замењује латиничним малим словом „u“.
Институт за безбедну медицинску праксу са седиштем у Сједињеним Државама и америчка Управа за храну и лекове (ФДА) препоручују да симбол μg не треба користити при преношењу медицинских информација због ризика да се префикс μ (микро-) погрешно прочита као префикс м (мили-), што би довело до хиљадуструког предозирања. Ван Међународног система једница уместо тога се препоручује симбол mcg. Међутим, скраћеница mcg је такође симбол за застарелу ЦГС мерну јединицу познату као милицентиграм, што је једнако 10 μg.
Гама (симбол: γ) је застарела не-СИ јединица масе једнака једном микрограму.